# 長坂信人
長坂 信人（ながさか のぶひと、1957年 - ）は、日本のテレビ・映画プロデューサー、実業家。株式会社オフィスクレッシェンド代表取締役。

## 来歴
1957年、愛知県岡崎市能見町出身。同市の地元紙によれば、祖父の長坂信治は「松平氏三代に仕えた戦国武将、長坂信政18代の孫」とされる。信治は「長坂歯科医院」を営むかたわら、日本社会党の愛知県議会議員を3期（1951年4月 - 1963年4月）務めた。父の長坂信は東京医科大学在学時に大学民主化運動地区議長を務め、片山哲首相の秘書官を経たのち、実家の歯科医院を再興し長坂記念病院とした。院長のかたわら民社党の県議を3期（1971年4月 - 1983年4月）務めた。
愛知教育大学附属岡崎小学校から名古屋市の東海中学校、東海高等学校へと進学。1973年、東海高校在学中にロサンゼルスに短期留学をする。1976年3月、愛知県立岡崎高等学校卒業。その後、南カリフォルニア大学国際関係学部に進学。大学在学中に当時放送作家だった秋元康と知り合う。1988年頃、秋元がオフ・ブロードウェイでのミュージカルを企画しニューヨークに会社を設立した際「一緒にやらないか」と誘われる。それがきっかけでテレビや映画の制作に関わることとなる。
1989年、秋元が運営する企画制作会社「株式会社ソールドアウト」入社。実質的なプロデューサーとしてのデビュー作はオノ・ヨーコ主演の映画『HOMELESS』（1991年・監督堤幸彦）。
1994年、ソールドアウトを退社。株式会社オフィスクレッシェンドの代表取締役に就任。2011年から2013年まで桐朋学園芸術短期大学の客員教授。

## 主な制作作品

### テレビ番組
- 金田一少年の事件簿（1995年 - ）
- クイズ赤恥青恥（1995年 - 2003年）
- 新・俺たちの旅 Ver.1999（1999年）
- 池袋ウエストゲートパーク（2000年）
- トリック（2000年）
- トリック2（2002年）
- 劇団演技者。（2004年 - 2006年）
- ホタルノヒカリ（2007年）
- おせん（2008年）
- 湯けむりスナイパー（2009年）
- ホタルノヒカリ2（2010年）
- モテキ（2010年）
- 高校生レストラン（2011年）
- 家族八景 Nanase,Telepathy Girl's Ballad（2012年）
- シェアハウスの恋人（2013年）
- 永沢君（2013年）
- 東京バンドワゴン〜下町大家族物語（2013年）
- きょうは会社休みます。（2014年）
- ヤメゴク〜ヤクザやめて頂きます〜（2015年）

### 映画
- 金田一少年の事件簿 上海魚人伝説（1997年）
- ケイゾク/映画 Beautiful Dreamer（2000年）
- トリック劇場版（2002年）
- ピカ☆ンチ LIFE IS HARDだけどHAPPY（2002年）
- 恋愛寫眞（2003年）
- ピカ☆☆ンチ LIFE IS HARDだからHAPPY（2004年）
- 下弦の月〜ラスト・クォーター（2004年）
- 明日の記憶（2006年）
- トリック劇場版2（2006年）
- 大帝の剣（2007年）
- 自虐の詩（2007年）
- 包帯クラブ（2007年）
- 銀幕版 スシ王子! 〜ニューヨークへ行く〜（2008年）
- 20世紀少年 第1章 終わりの始まり（2008年）
- まぼろしの邪馬台国（2008年）
- 20世紀少年 第2章 最後の希望（2009年）
- 20世紀少年 最終章 ぼくらの旗（2009年）
- 劇場版TRICK 霊能力者バトルロイヤル（2010年）
- モテキ（2011年）
- 劇場版 SPEC〜天〜（2012年）
- ツナグ（2012年）
- くちづけ（2013年）
- イニシエーション・ラブ（2015年）
- 天空の蜂（2015年）
- バクマン。（2015年）
- SCOOP!（2016年）
- SUNNY 強い気持ち・強い愛（2018年）
- 高崎グラフィティ。（2018年）
- 春待つ僕ら（2018年）

### 音楽PV
- 飯島愛「ナイショ DE アイ!アイ!」（1993年）
- 藤井フミヤ 『FUMIYA FUJII CONCERT TOUR 1996 ORION』（1997年）
- 嵐「PIKA★★NCHI DOUBLE」（2004年）
- サンボマスター「月に咲く花のようになるの」（2004年）
- 藤井フミヤ「さまよう果実」（2005年）
- 長渕剛「CLOSE YOUR EYES」（2005年）
- 長渕剛「YAMATO」（2005年）
- ポルノグラフィティ「ジョバイロ」（2005年）
- スチャダラパー「DISCO SYSTEM」（2006年）
- GLAY「鼓動」（2007年）
- 藤井フミヤ「君になる」（2007年）

### 舞台
- 理由なき反抗（2005年4月、5月）
- 電車男（2005年8月）

## 出演
- 『ロンドンハーツ』狩野英孝監督・脚本・主演 製作3ヶ月ドッキリ映画SP（テレビ朝日、2014年）

## 著書
- 『素人力』光文社〈光文社新書〉、2018年4月18日。ISBN 978-4-334-04347-6。